# یوها لیویسکا
یوها لیویسکا (انگلیسی: Juha Leiviskä؛ زادهٔ ۱۷ مارس ۱۹۳۶) معمار، و طراح اهل فنلاند است.
وی همچنین برندهٔ جوایزی همچون مدال شاهزاده یوجین شده‌است.